# Distinguished Conduct Medal
Pour les articles homonymes, voir DCM.
La Distinguished Conduct Medal ou DCM (en français, médaille de conduite distinguée) est une décoration de l'armée britannique et des pays du Commonwealth créée le 4 décembre 1854 par la reine Victoria à l'occasion de la guerre de Crimée. Elle est décernée aux sous-officiers et aux hommes et femmes servant dans toutes les forces armées britanniques ou alliées, pour conduite distinguée en campagne. Elle a été remplacée en 1993 par la Conspicuous Gallantry Cross.
Elle se situe au deuxième rang des décorations reconnaissant la bravoure au combat, juste après la croix de Victoria pour tout le personnel non-officier de l'armée, toujours pour conduite distinguée en campagne. Elle précède donc la médaille militaire.
Une barrette en argent ornée de feuilles de laurier est décernée pour toute nouvelle conduite distinguée, selon le système en vigueur pour le DSO ou la MC. En petite tenue, la barrette est représentée par une rosette sur le ruban.
Seuls trois soldats du Commonwealth britannique ont reçu deux DCM et un seul soldat, Léo Major, en a reçu deux dans deux guerres différentes.
Cette décoration fut attribuée 1 900 fois au cours de la Seconde Guerre mondiale, notamment au colonel Johnny Cooper, le chauffeur de David Stirling en Afrique du Nord.
Les récipiendaires peuvent ajouter les lettres DCM après leur nom.